# Francesco Saverio Grazioli
Pour les articles homonymes, voir Grazioli.
Francesco Saverio Grazioli (Rome, 18 décembre 1869 - Florence, 20 février 1951) est un général et homme politique italien qui est, entre autres, sénateur du royaume d'Italie.

## Biographie
Issu d'une famille de riches agronomes de tradition pontificale, il entre en 1883 au collège militaire de sa ville natale et est admis trois ans plus tard à l'Académie militaire de Modène, où il sert deux ans avant de passer à l'École d'application de l'artillerie et du génie de Turin, où il rencontre Giulio Douhet. De 1896 à 1898, il est stationné en Érythrée ; après son rapatriement, en 1899, Grazioli entre à l'École de guerre de Civitavecchia, où il termine ses études militaires.
En octobre 1900, il épouse Anna Agnese Bianco, et l'année suivante, leur premier enfant, Andreina, est né. En janvier 1901, il est transféré à l'état-major de la 16e division militaire territoriale à Livourne, et en juillet suivant, il est affecté à la 18e artillerie de campagne à Sulmona pour la période de commandement de la batterie. En juillet 1903, il est affecté au bureau spécial du chef d'état-major de l'armée, sous les ordres de Tancredi Saletta, puis de son successeur Alberto Pollio.
En mars 1910, il est promu major (maggiore) pour mérites exceptionnels et nommé commandant du 3e bataillon du 2e Grenadiers à Rome. Pendant cette période, il perd son fils Mario, qui meurt d'une maladie incurable à l'âge de 7 ans. Presque au même moment, il devient le père de sa deuxième fille, Graziella. Il participe à la guerre italo-turque d'octobre 1911 à octobre 1912, puis à la Première Guerre mondiale, au cours de laquelle il commande le VIIIe corps d'armée pendant la bataille de Caporetto et des Arditi. À ce stade, il est nécessaire de rappeler que Grazioli, avec ses deux corps d'armée et la brigade Lambro (notamment son corps d'assaut), a pour mission de percer le dispositif austro-allemand sur le fleuve Piave. Cette opération, avec ses troupes, réussi pleinement réussi, puisqu'il est le premier à entrer dans Vittorio Veneto et à mettre ainsi fin à la Première Guerre mondiale. Il reçoit la citoyenneté d'honneur de la ville et son nom est donné à la place principale de la ville. Pendant la Grande Guerre naît sa troisième fille, qu'il nomme Vittoria en l'honneur de la Victoire et de Vittorio Veneto.
Pendant l'entreprise de Fiume de Gabriele D'Annunzio et de ses partisans, le général Francesco Grazioli est à la tête des corps alliés stationnés dans la ville, mais D'Annunzio n'intervient pas pour empêcher son occupation, de sorte que les contingents français, britanniques et américains se replient dans des casernes du centre. Dans l'immédiat après-guerre, Grazioli s'inscrit à la Société géographique italienne (Società geografica italiana) (1920) et obtient entre-temps la nomination de directeur des écoles militaires, qu'il occupe jusqu'au 8 mars 1923, tandis qu'en 1921, il est admis au Conseil de l'armée.
Grazioli est partisan d'une armée réduite en nombre d'hommes mais bien armée, guidée par une doctrine stratégique offensive et inspirée par des tactiques permettant la rapidité et la facilité de manœuvre ; en outre, il propose de dissoudre l'état-major et de le remplacer par une voie alternative, ouverte et accessible à tous ceux qui en sont dignes. Considéré comme un "progressiste" en raison de ces idées, il est également promu général de corps d'armée (generale di corpo d'armata) le 25 janvier 1923, puis du 4 mai 1925 au 6 février 1927, il occupe le poste de sous-chef d'état-major de l'armée.
Favorable au fascisme, il ne participe pas à la marche sur Rome uniquement par fidélité à la monarchie. En décembre 1928, il est nommé sénateur du royaume d'Italie et le 10 mai suivant, il prête serment; à la haute Chambre, il est membre de la Commission des finances et, de 1933 à 1937, il est rapporteur des prévisions de dépenses du ministère de la Guerre. Grazioli termine sa carrière militaire avec le grade de général d'armée (generale d'armata), qu'il reçoit le 21 octobre 1937, l'année même où il devient président du club des officiers des forces armées, poste qu'il occupe jusqu'en 1939.
De novembre 1938 à mars 1940, sur proposition du ministre Attilio Teruzzi, il est également nommé vice-président de la Compagnia italiana trasporti Africa orientale, une organisation créée pour le développement économique de l'Empire. Placé en réserve en janvier 1940, il parvient, au printemps 1941, à devenir - grâce à l'intercession d'Alfredo Guzzoni - rédacteur en chef de la revue Nazione Militare. En décembre 1942, après que Benito Mussolini ait cité un de ses rapports sur l'armée soviétique dans un discours, il propose au Duce l'idée d'une paix séparée avec l'URSS.
Dans les jours qui précèdent la dernière session du Grand Conseil du fascisme, il promeut (formellement) une demande de convocation d'une session plénière du Sénat, signée entre le 22 et le 24 juillet 1943 par 63 collègues sénateurs. L'ordre du jour exprime le désir d'unir le pays autour de la personne du Souverain pour résister aux événements de la guerre. Les raisons de cette demande, exprimées par Grazioli dans un mémorandum adressé au président du Sénat Giacomo Suardo, mettent en évidence la gravité de la situation et aussi la conscience du rôle des institutions statutaires traditionnelles restantes (Forces armées et Sénat) autour du Souverain pour faire face à la crise".
Étant hostile au nouveau chef de gouvernement Pietro Badoglio, il est approché le 19 septembre 1943 par Guido Buffarini Guidi, qui lui propose le poste de ministre de la Défense nationale et de la Production de guerre dans le nouveau gouvernement de la République sociale italienne : en échange, il aurait été promu maréchal d'Italie et nommé vice-Premier ministre par intérim, mais Grazioli refuse, suggérant à l'avocat pisan le nom de Rodolfo Graziani. Après l'avancée des Alliés, il est exclu du Sénat le 7 août 1944 par la Haute Cour de justice pour sanctions contre le fascisme pour avoir été l'un des "présidents de bureaux et de commissions législatives après le 3 janvier 1925", mais aucune autre accusation n'est portée contre lui.
Après la fin de la Seconde Guerre mondiale, il est encore très polémique à l'égard de Badoglio, avec lequel il est le protagoniste d'un vif échange d'accusations (Grazioli accuse son collègue de Monferrato de collaborer avec Mussolini, mais les deux militaires font ensuite la paix). Très actif dans le domaine de l'historiographie, il a également publié les ouvrages Le operazioni militari nel 1848 et Luci ed ombre nella campagna del 1848 in Italia. Avec l'historien Gioacchino Volpe, il est l'auteur d'une série sur les classiques de la pensée militaire italienne, mais à ce titre, il souhaite un ton encomiastique et hagiographique, dépourvu de toute critique ou jugement, comme le voulait le régime dans ces années-là ; cela provoque assez rapidement l'éloignement du seul véritable historien militaire académique de cette période, Piero Pieri, qui (également en tant que personnage étranger au régime) ne veut pas renoncer à sa liberté de jugement.
Finalement mis en congé absolu en décembre 1947 pour cause de limite d'âge, il meurt d'une hémorragie cérébrale à Florence le 20 février 1951.

### Postes et titres
- Directeur principal des écoles militaires (13 mai 1920-8 mars 1923)
- Membre du conseil de l'Armée (16 novembre 1921)
- Président de l'Armed Forces Officers' Club (1937-1939)
- Membre et conseiller de la Société italienne de géographie (1920)

### Bureaux parlementaires
- Membre de la commission des finances (22 mars 1933 - 19 janvier 1934, 1er mai 1934 - 2 mars 1939, 7 janvier 1942 - 2 février 1943)
- Membre de la commission de l'arrêt de la Haute Cour de justice (1er mai 1934 - 2 mars 1939)
- Membre de la commission pour les affaires africaines italiennes (17 avril 1939 - 17 avril 1941)
- Vice-président de la commission pour les affaires africaines italiennes (17 avril 1941 - 2 février 1943)
- Président de la commission pour les affaires africaines italiennes (2 février - 5 août 1943)

## Médailles
- Médaille commémorative des campagnes d'Afrique
 - Croix d'or avec couronne royale pour les officiers (40 ans de service)
 - Médaille d'argent de la valeur militaire
 - Médaille commémorative de la guerre italo-turque 1911-1912
 - Croix du Mérite de la guerre
 - Médaille commémorative de la guerre italo-autrichienne 1915-1918
 - Médaille italienne de la victoire interalliée
 - Médaille commémorative de l'Unité italienne

### Prix d'honneur
- Chevalier de l'ordre de la Couronne d'Italie - 26 décembre 1907
 - Chevalier de l'ordre des Saints-Maurice-et-Lazare - 5 juin 1913
 - Officier de l'ordre de la Couronne d'Italie - 23 mai 1915
 - Chevalier de l'ordre colonial de l'Étoile d'Italie - 30 décembre 1917
 - Commandeur de l'ordre de la Couronne d'Italie - 13 septembre 1918
 - Officier de l'ordre des Saints-Maurice-et-Lazare - 12 janvier 1919
 - Officier de l'ordre militaire de Savoie - 17 mai 1919
 - Grand officier de l'ordre de la Couronne d'Italie - 11 novembre 1919
 - Commandeur de l'ordre des Saints-Maurice-et-Lazare - 30 décembre 1919
 - Chevalier grand-croix de l'ordre de la Couronne d'Italie - 3 mai 1924
 - Grand officier de l'ordre des Saints-Maurice-et-Lazare - 1er juin 1930
 - Chevalier grand-croix de l'ordre des Saints-Maurice-et-Lazare - 15 janvier 1934

## Source
- (it) Cet article est partiellement ou en totalité issu de l’article de Wikipédia en italien intitulé « Francesco Saverio Grazioli » (voir la liste des auteurs).